# Lorenzo Ilarione Randi
Lorenzo Ilarione Randi, italijanski rimskokatoliški duhovnik, škof in kardinal, * 12. julij 1818, Begnacavallo, † 20. december 1887.

## Življenjepis
15. marca 1875 je bil povzdignjen v kardinala in pectore.
17. septembra 1875 je bil ponovno povzdignjen v kardinala in imenovan za kardinal-diakona S. Maria in Cosmedin; 24. marca 1884 je bil imenovan še za kardinal-diakona S. Maria in Via Lata.